# Pasci Gornji
Pasci Gornji su naselje u općini Tuzla, Federacija BiH, BiH.

## Povijest
Do 1955. godine zvali su se Pasci Hrvatski (Sl.list NRBIH, 17/55).

## Uprava
Pasci Gornji su mjesna zajednica u općini Tuzli. Spada u ruralno područje općine Tuzle. U njemu je 31. prosinca 2006. godine prema statističkim procjenama živjelo 3.280 stanovnika u 1.330 domaćinstava.

## Stanovništvo
| Pasci Gornji       |       |       |       |       |
| godina popisa      | 1991. | 1981. | 1971. | 1961. |
| Hrvati             | 516   | 540   | 693   | 494   |
| Srbi               | 27    | 30    | 46    | 2     |
| Muslimani          | 1     |       |       | 59    |
| Albanci            |       | 1     |       |       |
| Jugoslaveni        | 80    | 64    |       | 3     |
| ostali i nepoznato | 24    | 13    | 5     |       |
| ukupno             | 648   | 648   | 744   | 558   |

U Mjesnoj zajednici Pasci nalazi se romsko naselje.